# James George Frazer
James George Frazer (1er janvier 1854 - 7 mai 1941) est un anthropologue écossais connu pour être le premier à avoir dressé un inventaire planétaire des mythes et des rites. Les 12 volumes de son Rameau d'or, parus entre 1911 et 1915, décrivent des milliers de faits sociaux et religieux, soit relevés par l'auteur dans ses lectures ou relatés par ses correspondants cosmopolites (diplomates, administrateurs coloniaux, explorateurs, missionnaires). En tentant d'interpréter cette masse de faits sociaux (comportements, croyances...), Frazer fondait l'anthropologie religieuse et la mythologie comparée.

## Biographie
Frazer a surtout scruté les tabous qui concernent les personnages sacrés : rois et prêtres. On attend d'eux qu'ils harmonisent nature et société. De ce fait, ils sont astreints à des règles strictes, destinées à les protéger pour qu'ils restent en mesure d'assurer la prospérité du groupe. Représentants et sources de l'équilibre communautaire, leur vie – leur « âme » – doit être mise en garde. Il leur sera ainsi interdit d'entrer en contact avec le sol, le sang, un cadavre, le fer ou les nœuds. En retour, le commun des mortels ne pourra porter ni main ni ombre sur eux, ni les regarder, ni même les nommer. Ce qui leur nuit est impur et rejeté, tabou ; eux-mêmes sont saints et intouchables, tabous. Tel est bien le double sens de ce mot qui nous vient de Polynésie : « sacré et interdit ».
Après lui, bien d'autres chercheurs réfléchiront sur les pratiques relatées, tels Freud ou Lévi-Strauss. Ils critiqueront et enrichiront la compréhension qu'en a eue Frazer, trop marquée par le préjugé d'une supériorité de la civilisation occidentale sur celles des « sauvages ». Wittgenstein lui reprochera notamment de n'avoir pas compris que l'hypothèse d'évolution n'est pas une vérité historique, mais un outil méthodologique permettant de présenter le rapport entre les différentes sociétés sous un jour éclairant. Pourtant, beaucoup des intuitions de Frazer resteront valides, comme le lien qui unit tabou et totem selon lequel on n'a pas le droit de tuer ni de manger l'animal ou la plante figurant l'ancêtre protecteur. En tout cas, le répertoire qu'il a établi sert toujours de gisement à ceux qui analysent ces « étranges » croyances, rites et codes dont tant de traces persistent dans nos cultures sécularisées.

## Hommages
Bourdelle fera son buste en Bronze en  1922.

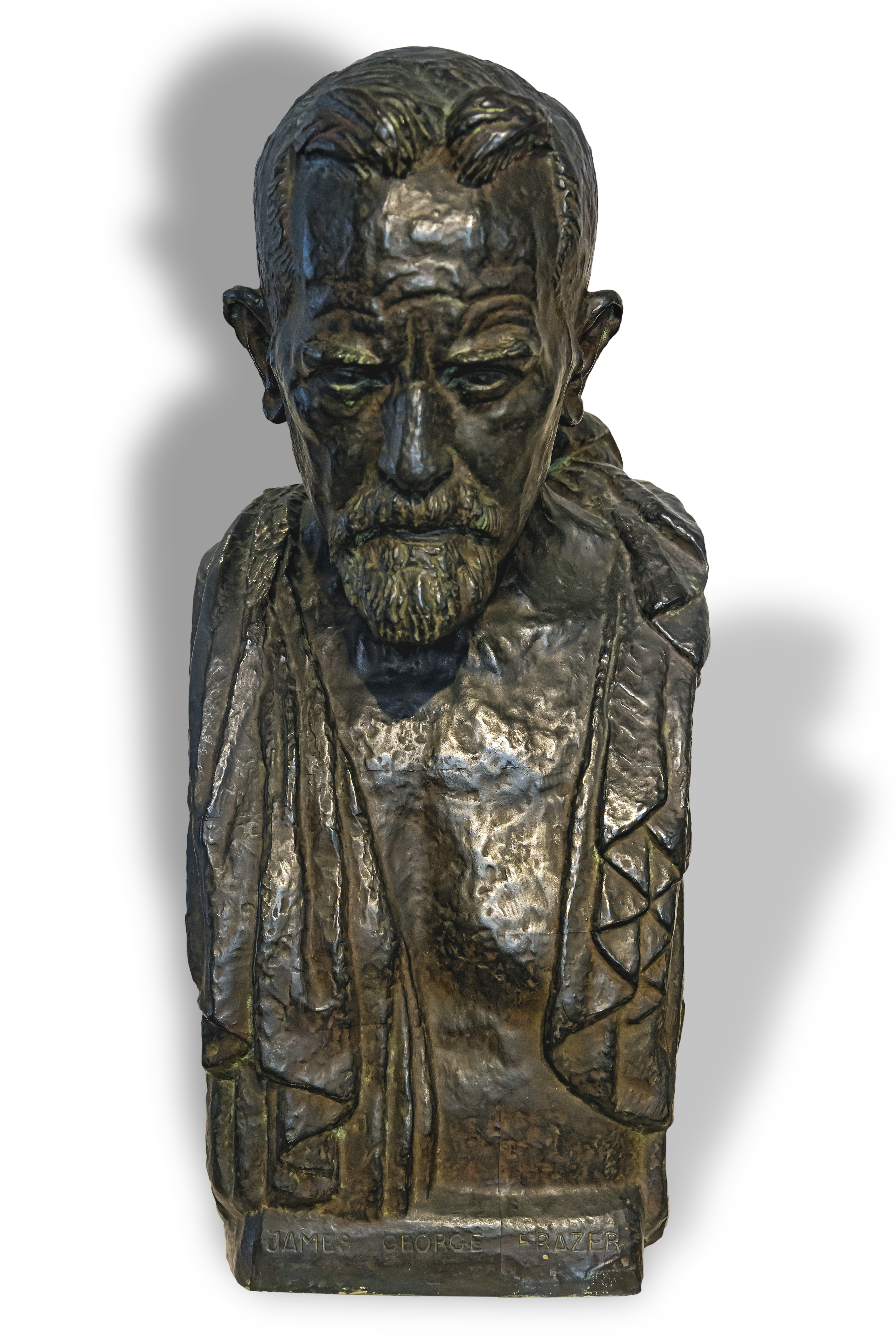
James George Frazer par Bourdelle
Musée Ingres-Bourdelle Montauban

### Œuvres traduites en français

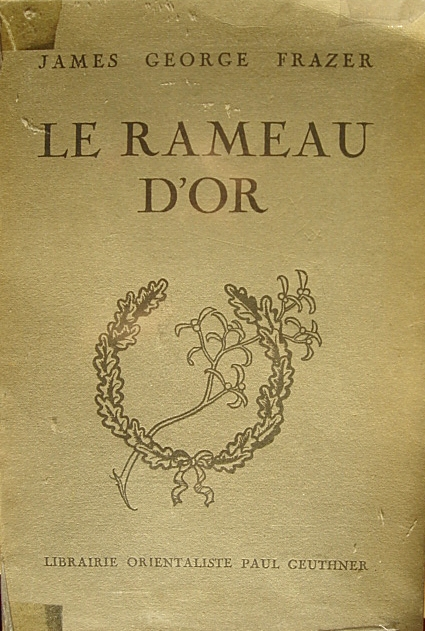
Première traduction partielle, librairie orientaliste Paul Geuthner.

- Adonis. Étude de religions orientales comparées (vol. V du Rameau d'or), trad., Paul Geuthner, 1934, VII-312 p.
- La Crainte des morts dans la religion primitive (1932-1936) 
  - I° série : 1934, 271 p., trad. Michel Drucker, préface de Paul Valéry
  - II° série : 1935, Nourry, VIII-143 p., trad. Léon Chouville, préface de Lucien Lévy-Bruhl
  - III° série : 1937, Geuthner, 283 p., avant-propos de Bronislaw Malinowski.
- Les Cultes agraires et sylvestres (vol. III du Rameau d'or), trad. J. Toutain, Schleicher frères, 1911, 591 p.
- Les Dieux du ciel, trad. Pierre Sayn, Rieder et Librairie de France, 1927, 358 p. [traduction de The worshp of Nature, London, Macmillan & Co, 1926].
- Essais et souvenirs (Creation and Evolution in Primitive Cosmogonies and other pieces, 1935), trad. Léon Chouville et marquise de Luppé, P. Geuthner, 1936, XXV-111 p.
- Le Folklore dans l'Ancien Testament (1919), Paul Geuthner, 1924, IX-447 p. Edition abrégée avec notes. Introduction par René Dussaud
- Atys et Osiris, étude de religions orientales comparées, traduction par Henry Peyre. Paul Geuthner, Annales du Musée Guimet, 1926, 296 p.
- L'Homme, Dieu et l'immortalité (Man, God and Immortality, London, Macmillan & Co,1927), trad. P. Sayn, P. Geuthner, 1928, XIV-335 p.
- Magie et religion. Les tabous (vol. I du Rameau d'or), trad. R. Stiébel, Schleicher frères, 1903, V-400 p.
- Mythes sur l'origine du feu (1930), trad. Michel Drucker, Payot, 1969, 256 p.
- Les Origines de la famille et du clan (Totemism and Exogamy, 1911-1915), trad. comtesse J. de Pange, P. Geuthner, 1922, 191 p.
- Les origines magiques de la royauté (1920), trad. P. H. Loyson, P. Geuthner, 1920, 363 p.
- Le Rameau d'or (The Golden Bough (1ère éd. 1890 ; 3° éd. 1906-1915 en 12 vol.), 1906-1915, édition fr. par Nicole Belmont et Michel Izard, Robert Laffont, coll. « Bouquins »
  - Ier volume : Le Roi magicien dans la société primitive ; Tabou et les périls de l'âme, 1981, 1080 p.
  - IIe volume : Le Dieu qui meurt ; Adonis ; Atys et Osiris, 1983, 750 p.
  - IIIe volume : Esprits des blés et des bois ; Le Bouc émissaire 1983, 880 p.
  - IVe volume : Balder le Magnifique, bibliographie générale, 1984, 740 p.
- Sur les traces de Pausanias. À travers la Grèce ancienne (Pausanias and other Greek sketches, 1900), trad., Les Belles Lettres, 1923, 1965, X-361 p., préface de Maurice Croiset
- La Tâche de Psyché. De l'influence de la superstition sur le développement des institutions, trad. de l'anglais d'après la 2e édition revue et augmentée (1913), par Georges Roth, A. Colin, 1914, XVII-298 p. Avec une préface de Salomon Reinach. Voir aussi : L'avocat du diable ou la tâche de Psyché, traduction de Georges Roth, préface de Salomon Reinach, Paris, Librairie orientaliste Paul Geuthner, 1914 [The devil's advocate originally published as: Psyche' task, 2nd ed. London, Macmillan, 1913] . Titre original : Psyche's task : a discourse concerning the influence of superstition on the growth of institutions, London, Macmillan & Co, 1909.
- Le totémisme : étude d'ethnographie comparée, trad. de l'anglais par A. Dirr et A. Van Gennep, Paris, Schleicher frères, 1898, 139 p., in-16 [traduction de Totemism, Edinburgh, A. & C. Black, 1887].

### En anglais
- The Golden Bough. First edition, 2 vols., 1890. (Vol. I, II)
- The Golden Bough. Second edition, 3 vols., 1900. (Vol. I, II, III)
- The Golden Bough. Third edition, 12 vols., 1906-15.
  - Volume 1 (1906): The Magic Art and the Evolution of Kings (Part 1) 1920 (reprint)
  - Volume 2 (1911): The Magic Art and the Evolution of Kings (Part 2)
  - Volume 3 (1911): Taboo and the Perils of the Soul
  - Volume 4 (1911): The Dying God
  - Volume 5 (1914): Adonis, Attis, Osiris (Part 1)
  - Volume 6 (1914): Adonis, Attis, Osiris (Part 2)
  - Volume 7 (1912): Spirits of the Corn and of the Wild (Part 1)
  - Volume 8 (1912): Spirits of the Corn and of the Wild (Part 2)
  - Volume 9 (1913): The Scapegoat
  - Volume 10 (1913): Balder the Beautiful (Part 1)
  - Volume 11 (1913): Balder the Beautiful (Part 2)
  - Volume 12 (1915): Bibliography and General Index.
  -  Aftermath. A Supplement to the Golden Bough, 1936

- The Belief in Immortality and the Worship of the dead, Londres, Macmillan, 1913-1924
  - vol. I : The Belief Among the Aborigines of Australia, the Torres Straits Islands, New Guinea and Melanesia 
  - vol. II : The Belief among the Polynesians 
  - vol. III : The Belief among the Micronesians
- The Fear of the Dead in Primitive Religion, Londres, Macmillan, 1933-1936
  - vol. I : Belief in the Immortality of the Soul, General attitude of primitive peoples, Fear of the dead in Western and Northern Africa and among the Aborigines of America... 
  - vol. II : Recapitulation, Precautions to prevent the return of the banished ghost, Barrier by fire against the return of spirits of the dead 
  - vol. III : Precautions against the Return of Ghosts, Deceiving the Ghost, Dangerous Ghosts,... Ghosts of Animals
- Folklore in the Old Testament, 1918
  - vol. I : The Early Ages of the World 
  - vol. II : The Patriarchal Age 
  - vol. III : The Times of the Judges and the Kings 
  - Abridged Edition, 1923 .
- Totemism and Exogamy, 1910-1937
  - vol. I : Clan Totem, Sex Totem, Individual Totem, Sunphratic and Phratic Totem, Subtotems, The Origin of Totemism, Totemism in Central Australia, in South Eastern Australia, in North-East Australia, in West Australia 
  - vol. II : Totemism in Torres Straits, New Guinea, Melanesia, Polynesia, Indonesia, India, Rest of Asia, South Africa, Central africa, West Africa, Madagascar 
  - vol. III : Totemism in the United Sates and Canada, in North-West America, Guardian Spirits among the American Indians, Secret Societies among the Indians of the United States, of North-West America, Totemism among the Indians of Central America, among the Indians of South America 
  - vol. IV : Summary and conclusion, Notes and corrections, Index, Maps .
  - Totemica, a supplement to 'Totemism and Exogamy' , 1937 .

### Études sur Frazer
- (en) Robert Ackerman, J. G. Frazer: His Life and Work, Cambridge University Press, Cambridge, 1987, 348 p.  (ISBN 978-0-521-34093-9)
- (en) Robert Ackerman, The Myth and Ritual School : J.G. Frazer and the Cambridge Ritualists, Routledge, New York, Londres, 2002, 234 p.  (ISBN 978-0-415-93963-8)
- (fr) Robert Ackerman. « L’anthropologue qui meurt et ressuscite : vie et œuvre de James George Frazer » in Bérose - Encyclopédie internationale des histoires de l’anthropologie, Paris, 2018.
- (en) Robert Ackerman. « J. G. Frazer and Religion » in Bérose - Encyclopédie internationale des histoires de l’anthropologie, Paris, 2015.
- (fr) Bérose - Encyclopédie internationale des histoires de l’anthropologie. "Frazer, James George (1854 - 1941)", Paris, 2018. (ISSN 2648-2770)
- (en) Brian R. Clack, Wittgenstein, Frazer and Religion, St. Martin's Press, New York, 1999, 200 p.  (ISBN 978-0-312-21642-9)
- (fr) Frederico Delgado Chaves Rosa, L'Âge d'or du totémisme : histoire d'un débat anthropologique, 1887-1929, CNRS, éd. de la Maison des sciences de l'homme, Paris, 2003, 364 p.  (ISBN 978-2-271-06116-4) (texte remanié d'une thèse soutenue à l'université Paris-X en 2000)
- (fr) Robert Deliège, Une histoire de l'anthropologie : écoles, auteurs, théories, Seuil, 2006, p. 37  (ISBN 978-2-02-090888-7)
- (fr) Jean-François Dortier, « James George Frazer (1854-1941). Le Rameau d'or et les mythes du roi sacré » ; « James G. Frazer : vie et mort d'un encyclopédiste », in Sciences humaines, no 107, juillet 2000, p. 44-45
- (fr) Adam Kuper, L'Anthropologie britannique au XXe siècle, (trad. Gérald Gaillard), Karthala, 2000, 273 p.  (ISBN 978-2-84586-080-3)